# Уаманго
Уаманго, Huamango — археологический памятник раннего постклассического (тольтекского) периода (900—1100 гг. н. э.) близ современного города Акамбай, штат Мехико, Мексика. Раскопки проводились в 1970-е годы. Памятник состоит из небольшой церемониальной зоны с храмами, расположенной на возвышенности над долиной Лос-Эспехос.
Датировка является спорной, однако в её пользу свидетельствуют ряд фактов. В захоронениях, обнаруженных в Уаманго, найдены керамические вотивные сосуды особого полихромного стиля. Отсутствие керамики типа Койотлателько является надёжным свидетельством того, что Уаманго не относился к эпиклассическому периоду (700—900 гг. н. э.), а наличие некоторых типов, подобных находкам в Туле толланской фазы указывает на ранний постклассический период. Кроме того, отсутствие в Уаманге керамики типа Матлацинка (керамика среднего и позднего постклассического периода из Калиштлауаки и Теотенанго) свидетельствует о том, что в указанный период город уже не был населён.
По-видимому, Уаманго был политическим центром региона к северу от долины Толука в ранний постклассический период, возможно, зависимым от тольтеков, чей центр находился к северо-востоку от Уаманго.
Уаманго открыт для посещения туристами. До него легко добраться на автомобиле — около часа от Толуки, и всего несколько минут от Акамбая.